# Blas Antonio Moreno
Blas Antonio Moreno (Abla, c. 10 de agosto de 1715 – lugar desconocido, probablemente Granada, c. 1774) fue un escultor y diseñador de retablos cuya producción se desarrolló principalmente en Granada, aunque también trabajó en Jaén y en Laujar de Andarax de la provincia de Almería. Su obra representa un ejemplo significativo del arte barroco granadino, caracterizado por la riqueza decorativa y la complejidad estructural de los retablos.

### Biografía
Blas Antonio Moreno nació en la villa de Abla, en el obispado de Guadix (actual provincia de Almería) y fue bautizado el 10 de agosto de 1715. Sus padres, Diego Moreno y Jerónima Pizarro, eran originarios de Granada, ciudad a la que se trasladaron siendo Blas niño. La familia se instaló en la parroquia de Santa María de la Alhambra, donde el joven Moreno desarrolló su vida.
Aunque se desconoce dónde recibió su formación, su primera obra conocida data de 1734, lo que indica que ya había completado su aprendizaje como escultor y retablista.
Contrajo matrimonio con Isabel Follentes en 1751 y estableció su residencia definitiva en Granada. Su última obra documentada corresponde a 1774.

### Obra
La producción de Blas Antonio Moreno se centra principalmente en el diseño de retablos, aunque también abordó la escultura, la talla, el ensamblaje y la arquitectura de retablos. Su estilo, influenciado por Francisco Hurtado Izquierdo y Pedro Duque Cornejo, se caracteriza por el uso de materiales como la madera tallada, policromada y dorada, el mármol y la piedra, integrando elementos decorativos como molduras quebradas, estípites y hojarasca rizada. Moreno destacó especialmente en la creación de frontales de altar, donde combinó madera tallada y piedra policromada en composiciones originales. En la escultura, su obra se distingue por una dulzura y amabilidad en el tratamiento de las figuras, con una clara idealización de los rostros, característica propia de la escuela granadina.  Su actividad en Granada, Jaén y Almería ejemplifica la trashumancia artística barroca, fenómeno común entre los artistas de la época.
Obras destacadas
- Púlpito de la Capilla Real de Granada (1734): Su primera obra conocida fue un tornavoz de madera dorada para el púlpito, lo que evidencia su formación como artista.
- Retablo mayor de la iglesia de San Miguel Bajo de Granada (1742-1745): Este retablo fue impulsado por el escultor Agustín de Vera Moreno.
- Retablo de la capilla de la Santa Cruz de la Capilla Real de Granada (1743-1753): Su ejecución se prolongó durante una década.
- Retablo mayor de la parroquia de Otura (1743): En este retablo se observan molduras quebradas, hojarasca rizada, estípites complejos y festones colgantes.
- Retablo mayor de la iglesia de la Abadía del Sacromonte (1745): Este retablo muestra una polsera abocinada y panelada que remarca la Asunción de la Virgen, con una profusa decoración escultórica.
- Retablo mayor de la iglesia parroquial  de San Matías de Granada (1750-1752): Esta obra fue realizada tras quedarse con el antiguo retablo de 1726.
- Retablos de la Catedral de Jaén: Trabajó en los retablos de las capillas de San Miguel y de la Virgen de los Dolores.
- Retablo de la iglesia parroquial de Laujar de Andarax (1750): Remató este retablo, incluyendo obras de escultura.
- Retablo mayor del convento de San Antonio de Montefrío (1759): En este retablo, Moreno realizó cinco esculturas, incluyendo la de San Antonio de Padua.
- Conclusión del retablo mayor de la basílica de las Angustias de Granada (1760): Construyó el segundo cuerpo en madera, mientras que el primer cuerpo había sido realizado de mármol. También participó en la construcción de la nueva cúpula del templo.
- Retablo de la iglesia parroquial de Lújar (1774): Su última obra conocida fue el remate de este retablo.